# Drôme (aviso)
Pour les articles homonymes, voir Drôme.
Le Drôme est un aviso de transport à hélices lancé en 1887 par la Marine française. Désarmé de 1892 à 1904, il reprend du service à partir de 1907 et participe à la Première Guerre mondiale. Le 23 janvier 1918, au large de Marseille, il saute sur une mine mouillée par le sous-marin allemand UC-67.

## Histoire
La construction de l'aviso de transport Drôme commence le 21 juin 1886 aux Ateliers et Chantiers de la Loire à Saint-Nazaire. Il fait alors partie d'une commande de 1885 comprenant six autres avisos, les Meurthe, Eure, Aube, Durance, Rance et Manche. Le Drôme est lancé le 10 mars 1887 et armé dans la foulée à Brest, qui reste son port d'attache. Désarmé en 1892, son réarmement est commencé en 1904 et le navire est affecté à Lorient de 1907 à 1914. La Première Guerre mondiale éclate alors et l'aviso participe à la bataille des Dardanelles de février à juillet 1915, durant laquelle il ravitaille la flotte française en munitions. Début août, il participe à une attaque de diversion préparant la bataille de Suvla : le Bruix, le Patrie et le Dupleix bombardent Sighadjik dans la région de Smyrne, tandis que le Drôme et deux chalutiers simulent un débarquement à Koreka.
Après la bataille, l'aviso est employé au transport de mazout de Toulon à Marseille. Le 23 janvier 1918, alors qu'il est escorté par le D'Iberville au large de Marseille, il saute sur une mine déposée par le sous-marin allemand UC-67 ; chargé de 1 500 fûts de pétrole, il coule en 30 secondes. Le naufrage fait 26 morts et 32 matelots sont secourus.